# 氢化钴
氢化钴是一种无机化合物，化学式为CoH2。它是暗灰色的晶体，缓慢在空气中氧化，可以和水反应。

## 制备
氢化钴可由苯基溴化镁和氯化钴在氢气气氛中反应得到：
{\displaystyle {\mathsf {CoCl_{2}+2C_{6}H_{5}MgBr+2H_{2}\ {\xrightarrow {}}\ CoH_{2}+2C_{6}H_{6}+MgBr_{2}+MgCl_{2}}}}

## 性质
它是暗灰色晶体，在惰性气氛中可以稳定至45 °C。在此温度以上它分解为一氢化钴和氢气。它也能和水或酸反应：
{\displaystyle {\mathsf {CoH_{2}\ {\xrightarrow {H_{2}Oor\Delta }}\ Co+H_{2}}}}
{\displaystyle {\mathsf {CoH_{2}+2HCl\ {\xrightarrow {}}\ CoCl_{2}+2H_{2}}}}